# عمران علي (لاعب كريكت بنغلاديشي)
عمران علي (3 يناير 1994 - ) (بالبنغالية: ইমরান আলি)‏ هو لاعب كريكت بنغلاديشي.

## وصلات خارجية
- عمران علي على موقع إي آس بي آن كريك إنفو (الإنجليزية)